# Prisoner of War
Prisoner of War è un film statunitense del 1954 diretto da Andrew Marton.
È un film di guerra ambientato durante la guerra di Corea con protagonisti Ronald Reagan, Steve Forrest e Dewey Martin.

## Trama
Un ufficiale americano si offre volontario per farsi catturare al fine di indagare sulle denunce di abusi contro i prigionieri di guerra americani in Corea del Nord nei campi di prigionia.

## Produzione
Il film, diretto da Andrew Marton su una sceneggiatura di Allen Rivkin, fu prodotto da Henry Berman per la Metro-Goldwyn-Mayer e girato nei Metro-Goldwyn-Mayer Studios a Culver City in California Il capitano Robert H. Wise, che fu prigioniero in un campo nemico durante la guerra di Corea, servì come consulente tecnico del film.

## Distribuzione
Il film fu distribuito negli Stati Uniti dal 4 maggio 1954 al cinema dalla Metro-Goldwyn-Mayer.
Alcune delle uscite internazionali sono state:
- in Turchia nell'aprile del 1955 (Cehennem esirleri)
- in Belgio (Krijgsgevangene o Prisonnier de guerre)
- in Grecia (To katigoro enos aihmalotou)

## Promozione
La tagline è: "THE NAKED TRUTH ABOUT LIFE IN THE P.O.W. CAMPS!".